# Rainer Kempe
Rainer Kempe (* 24. Juli 1989 in Berlin) ist ein professioneller deutscher Pokerspieler.
Kempe hat sich mit Poker bei Live-Turnieren knapp 22 Millionen US-Dollar erspielt und gehört damit zu den erfolgreichsten deutschen Pokerspielern. Er gewann im Juni 2016 den Super High Roller Bowl.

## Persönliches
Kempe stammt aus Berlin. Er besuchte das Rosa-Luxemburg-Gymnasium in Pankow und studierte später Business Administration an der Universität Potsdam sowie an der University of Sussex im englischen Falmer. Kempe lebt in Brighton.

## Pokerkarriere

### Werdegang
Nachdem Kempe von 2011 bis 2014 kleinere Gewinne bei Live-Turnieren einfahren und sich u. a. zweimal beim Main Event der World Poker Tour in den Geldrängen platzieren konnte, ging es ab 2015 mit seinen Gewinnen steil bergauf. Ende Januar 2015 belegte er bei einem Turnier der Aussie Millions Poker Championship in Melbourne den zweiten Platz und gewann umgerechnet 75.000 US-Dollar. Im Juni 2015 war er erstmals bei der World Series of Poker im Rio All-Suite Hotel and Casino am Las Vegas Strip erfolgreich und erreichte zwei Geldplatzierungen bei Turnieren der Variante No Limit Hold’em. Beim Main Event der European Poker Tour (EPT) kam er Ende August 2015 in Barcelona an den Finaltisch und landete auf dem fünften Platz für rund 320.000 Euro Preisgeld. Diesen Erfolg konnte er etwa zwei Monate später wiederholen, als er beim EPT-Main-Event auf Malta erneut den fünften Platz erreichte und dafür über 160.000 Euro kassierte. Bei der EPT in Prag erzielte er im Dezember 2015 den Mincash im Main Event und gewann anschließend das High-Roller-Event. Dafür setzte er sich gegen 79 andere Spieler durch und gewann sein bis dahin höchstes Preisgeld von 539.000 Euro. Anfang Juni 2016 gewann Kempe den Super High Roller Bowl im Aria Resort & Casino am Las Vegas Strip und erhielt dafür sein Rekord-Preisgeld in Höhe von 5 Millionen US-Dollar. Anfang März 2017 siegte er beim 16. Aria Super High Roller und erhielt eine Siegprämie von 576.000 US-Dollar. Anfang Dezember 2017 gewann Kempe ein High Roller im Hotel Bellagio am Las Vegas Strip für 351.000 US-Dollar. Im März 2018 belegte er beim Super High Roller Bowl China in Macau den dritten Platz für umgerechnet mehr als 2 Millionen US-Dollar Preisgeld. Anfang April 2018 wurde Kempe bei einem €25k Super High Roller der partypoker Millions in Barcelona Zweiter hinter Andreas Eiler für 450.000 Euro. Mitte November 2018 belegte er beim Millions World der partypoker Caribbean Poker Party in Nassau auf den Bahamas den siebten Platz und erhielt ein Preisgeld von 350.000 US-Dollar. Im Januar 2019 gewann Kempe ein 50.000 US-Dollar teures Event des PokerStars Caribbean Adventures auf den Bahamas und sicherte sich eine Siegprämie von mehr als 900.000 US-Dollar. Rund zwei Wochen später setzte er sich auch bei der A$25.000 Challenge der Aussie Millions in Melbourne durch und erhielt aufgrund eines Deals mit Toby Lewis ein Preisgeld von knapp 830.000 Australischen Dollar. Anschließend erreichte er bei der A$100.000 Challenge ebenfalls den Finaltisch und belegte den mit rund 450.000 Australischen Dollar dotierten vierten Platz. Anfang Mai 2019 gewann Kempe ein Turnier bei der EPT in Monte-Carlo und sicherte sich den Hauptpreis von rund 400.000 Euro.

### Preisgeldübersicht
| Jahr   | Preisgeld (in $) | Turniersiege |
| ------ | ---------------- | ------------ |
| 2011   | 2.044            | 0            |
| 2012   | 17.689           | 0            |
| 2013   | 19.479           | 0            |
| 2014   | 3.362            | 0            |
| 2015   | 1.557.922        | 1            |
| 2016   | 6.627.498        | 2            |
| 2017   | 3.368.466        | 3            |
| 2018   | 5.705.799        | 6            |
| 2019   | 3.918.678        | 5            |
| 2020   | 206.334          | 0            |
| 2021   | 145.314          | 0            |
| 2022   | 306.137          | 0            |
| 2023   | 87.028           | 1            |
| 2024   | 0                | 0            |
| gesamt | 21.965.750       | 18           |